# 31-я смешанная авиационная дивизия
 31-я сме́шанная авиацио́нная диви́зия  — авиационное воинское соединение Вооружённых сил СССР в Великой Отечественной войне.

## Наименования дивизии

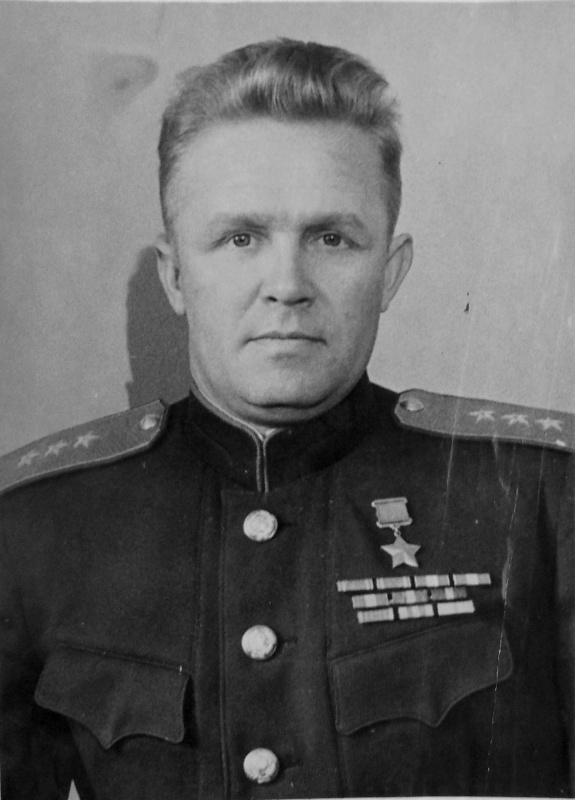
Командир дивизии С. И. Руденко

Именуется как 31-я смешанная авиационная дивизия, встречаются также наименования дивизии как 31-я авиационная дивизия и 31-я истребительная авиационная дивизия.

## Формирование дивизии
31-я смешанная авиационная дивизия сформирована в августе 1940 года на основании Постановления СНК СССР на базе 26-й смешанной авиационной бригады ВВС 2-й Краснознамённой армии Дальневосточного фронта.

## Переформирование дивизии
31-я смешанная авиационная дивизия 28 февраля 1942 года обращена на формирование ВВС 39-й армии Калининского Фронта.

## В действующей армии
В составе действующей армии:
- 14 июля 1941 года по 28 февраля 1942 года.

## Командиры дивизии
| Звание                           | Имя                              | Период                  | Примечание                               |
| -------------------------------- | -------------------------------- | ----------------------- | ---------------------------------------- |
| полковник                        | Виноградов Василий Александрович | 10.08.1940 — 10.01.1941 | убыл командиром 33-й авиадивизии         |
| полковник, генерал-майор авиации | Руденко Сергей Игнатьевич        | 10.01.1941 — 07.12.1941 | убыл командующим ВВС 20-й армии          |
| полковник                        | Громов Михаил Михайлович         | 13.12.1941 — 13.02.1942 | убыл командующим ВВС Калининского Фронта |
| полковник                        | Савицкий Евгений Яковлевич       | 13.02.1942 — 28.02.1942 | убыл командующим ВВС 25-й армии          |

## В составе соединений и объединений
| Дата          | Фронт (округ)         | Армия                       | ВВС армии                       | Примечания |
| ------------- | --------------------- | --------------------------- | ------------------------------- | ---------- |
| 28.08.1940 г. | Дальневосточный фронт | 2-я армия                   | ВВС 2-й армии                   | -          |
| 22.06.1941 г. | Дальневосточный фронт | 2-я армия                   | ВВС 2-й армии                   | -          |
| 28.06.1941 г. | Резерв Ставки ГК      | Группа армий резерва Ставки | ВВС Группы армий резерва Ставки | -          |
| 30.06.1941 г. | Резервный фронт       | ВВС фронта                  | -                               | -          |
| 01.08.1941 г. | Западный фронт        | ВВС фронта                  | -                               | -          |
| 24.12.1941 г. | Калининский фронт     | ВВС фронта                  | -                               | -          |
| 10.01.1942 г. | Калининский фронт     | 39-я армия                  | ВВС 39-й армии                  | -          |
| 28.02.1942 г. | Калининский фронт     | 39-я армия                  | ВВС 39-й армии                  | -          |

## Состав дивизии
На 22 июня 1941 года
Управление — Куйбышевка
3-й истребительный авиационный полк — Молчаново
14-й истребительный авиационный полк — Куйбышевка
29-й истребительный авиационный полк — Поздеевка
37-й скоростной бомбардировочный авиационный полк — Возжаевка
306-й истребительный авиационный полк — Успеновка
| Части                                                 | Период                  | Примечание                                                                           |
| ----------------------------------------------------- | ----------------------- | ------------------------------------------------------------------------------------ |
| 22-й дальнебомбардировочный авиационный полк          | 01.08.1940 — 13.08.1941 | СБ, передан в состав 51-й дбад                                                       |
| 198-й штурмовой авиационный полк                      | 01.09.1941 — 19.11.1941 | Ил-2, выведен на переформирвоание                                                    |
| 3-й истребительный авиационный полк                   | 27.08.1940 — 28.06.1941 | И-16, подчинён непосредственно штабу ВВС 2-й КА ДВФ                                  |
| 14-й истребительный авиационный полк                  | 27.08.1940 — 08.07.1941 | И-16, И-153; подчинён непосредственно штабу ВВС 1-й КА ДВФ                           |
| 37-й скоростной бомбардировочный авиационный полк     | 27.08.1940 — 25.09.1941 | СБ; убыл в тыл на доукомплектование и переучивание в г. Петровск Саратовской области |
| 37-й "А" скоростной бомбардировочный авиационный полк | 20.08.1941 — 17.09.1941 | СБ; убыл в тыл на доукомплектование и переучивание.                                  |
| 29-й истребительный авиационный полк                  | 27.08.1940 — 14.11.1941 | И-16, И-153; убыл в тыл на доукомплектование и переучивание в 27-й зиап              |
| 300-й истребительный авиационный полк                 | 01.12.1940 — 01.03.1941 | И-16, И-15бис; вошёл в состав 69-й сад ВВС 15-й армии ДВФ                            |
| 306-й истребительный авиационный полк                 | 01.02.1941 — 01.08.1941 | И-16, И-15бис; вошёл в состав 95-й сад ВВС 2-й армии ДВФ                             |
| 187-й истребительный авиационный полк                 | 03.09.1941 — 14.11.1941 | МиГ-3; убыл с фронта на доукомплектование и переучивание в 14-й зиап                 |
| 128-й скоростной бомбардировочный авиационный полк    | 15.12.1941 — 28.02.1942 | Пе-2; передан в непосредственное подчинение штаба ВВС фронта                         |
| 274-й истребительный авиационный полк                 | 29.12.1941 — 29.01.1942 | ЛаГГ-3; убыл с фронта на доукомплектование и переучивание во 2-й зиап                |
| 237-й истребительный авиационный полк                 | 10.01.1942 — 26.02.1942 | Як-1; вошёл в состав ВВС 39-й армии                                                  |
| 521-й истребительный авиационный полк                 | 10.01.1942 — 28.02.1942 | Як-1; вошёл в состав ВВС 39-й армии                                                  |
| 604-й истребительный авиационный полк                 | 16.11.1941 — 29.11.1941 | передан в состав 77-й авиадивизии                                                    |
| 686-й ночной бомбардировочный авиационный полк        | 15.11.1941 — 28.11.1942 | передан в состав ВВС 49-й армии                                                      |
| 705-й бомбардировочный авиационный полк               | 16.11.1941 — 28.11.1942 | передан в состав ВВС 5-й армии                                                       |

## Участие в операциях и битвах
- Битва за Москву:

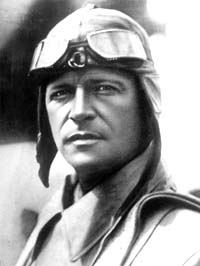
Командир дивизии М. М. Громов

  - Калининская оборонительная операция — с 10 октября 1941 года по 9 ноября 1941 года.
  - Ржевско-Вяземская операция — с 8 января 1942 года по 28 февраля 1942 года.
  - Сычёвско-Вяземская операция — с 8 января 1942 года по 28 февраля 1942 года.

## Первые победы в воздушных боях
Первые известные победы в воздушных боях в Отечественной войне одержаны:
- 18 июля 1941 года лётчик 29-го иап младший лейтенант Юхимович И. Л., пилотируя И-16, в воздушном бою в районе южнее ст. Селижарово сбил немецкий бомбардировщик Ju-87[8].
- 29 сентября 1941 года лётчик 187-го иап младший лейтенант Сухобрюс в воздушном бою в районе п. Западная Двина сбил немецкий бомбардировщик Ju-88[8].
- 11 января 1942 года лётчики 274-го иап парой ЛаГГ-3 (ведущий военинженер 3 ранга Гринчик А. Н.) в воздушном бою в районе с. Бахматово сбили немецкий разведчик Xs-126.

## Награды
29-й истребительный авиационный Краснознамённый полк за образцовое выполнение боевых заданий командования на фронте борьбы с немецкими захватчиками и проявленные при этом доблесть и мужество Указом Президиума Верховного Совета СССР от 9 ноября 1941 года награждён орденом «Ленина».

## Присвоение гвардейских званий
29-й истребительный авиационный ордена Ленина Краснознамённый полк 6 декабря 1941 года за образцовое выполнение боевых задач и проявленные при этом мужество и героизм в оборонительных сражениях под Москвой приказом НКО СССР № 347 от 06.12.1941 г. преобразован в 1-й гвардейский истребительный авиационный ордена Ленина Краснознамённый полк.

## Отличившиеся воины
- Дудин Николай Максимович, младший политрук, комиссар эскадрильи 29-го истребительного авиационного полка 31-й смешанной авиационной дивизии Военно-воздушных сил 29-й армии Западного Фронта Указом Президиума Верховного Совета СССР от 22 октября 1941 года удостоен звания Герой Советского Союза. Золотая Звезда № 548.
- Мигунов Василий Васильевич, лейтенант, лётчик 29-го истребительного авиационного полка 31-й смешанной авиационной дивизии Военно-воздушных сил 29-й армии Западного Фронта Указом Президиума Верховного Совета СССР от 22 октября 1941 года удостоен звания Герой Советского Союза. Золотая Звезда № 628.
- Муравицкий Лука Захарович, старший лейтенант, лётчик 29-го истребительного авиационного полка 31-й смешанной авиационной дивизии Военно-воздушных сил 29-й армии Западного Фронта Указом Президиума Верховного Совета СССР от 22 октября 1941 года удостоен звания Герой Советского Союза. Посмертно.
- Попов Александр Васильевич, младший лейтенант, старший лётчик 29-го истребительного авиационного полка 31-й смешанной авиационной дивизии Военно-воздушных сил 29-й армии Западного Фронта Указом Президиума Верховного Совета СССР от 22 октября 1941 года удостоен звания Герой Советского Союза. Посмертно.
- Туровцев Василий Иванович, капитан, командир эскадрильи 198-го штурмового авиационного полка 31-й смешанной авиационной дивизии Военно-воздушных сил Западного Фронта Указом Президиума Верховного Совета СССР от 12 апреля 1942 года удостоен звания Герой Советского Союза. Золотая Звезда № 662.
- Хитрин Василий Алексеевич, старший лейтенант, командир звена 29-го истребительного авиационного полка 31-й смешанной авиационной дивизии Военно-воздушных сил 29-й армии Западного Фронта Указом Президиума Верховного Совета СССР от 22 октября 1941 года удостоен звания Герой Советского Союза. Посмертно.

## Базирование
| Период               | Аэродромы                              |
| -------------------- | -------------------------------------- |
| 08.1940 — 28.06.1941 | Куйбышевка-Восточная, Амурская область |